# اتاق فرار ۲
اتاق فرار: مسابقات قهرمانان (به انگلیسی: Escape Room: Tournament Of Champions) یک فیلم هیجان انگیز روانشناختی آمریکایی به کارگردانی آدام روبیتل و نویسندگی برگی اف. شوت و ماریا ملنیک. این فیلم دنباله‌ای برای اتاق فرار محصول سال ۲۰۱۹ است و ستارگانی مانند تیلور راسل، لوگان میلر، ایزابل فورمن، توماس کوکرل، هالند رودن، کارلیتو الیوررو و ایندیا مور در ان به ایفای نقش می‌پردازند.

## بازیگران
- تیلور راسل در نقش زویی دیویس[۱]
- لوگان میلر به عنوان بن میلر
- ایزابل فورمن
- توماس کوکرل[۲]
- هالند رودن
- کارلیتو الیوررو
- ایندیا مور

## اکران
این فیلم در ابتدا برای اکران در ۱۷ آوریل ۲۰۲۰، برنامه‌ریزی شده بود. با این‌حال، تاکنون تاریخ اکران آن متعاقباً سه بار تغییر کرد و در نهایت این فیلم در تاریخ ۱ ژوئیه ۲۰۲۱ در استرالیا و ۱۶ ژوئیه ۲۰۲۱ توسط سونی پیکچرز در ایالات متحده اکران شد.[۱]